# 布兰肯巴赫
布兰肯巴赫是德国巴伐利亚州的一个市镇。总面积3.95平方公里，总人口1603人，其中男性819人，女性784人（2011年12月31日），人口密度406人/平方公里。